# Nikolai Anatoljewitsch Jewmenow

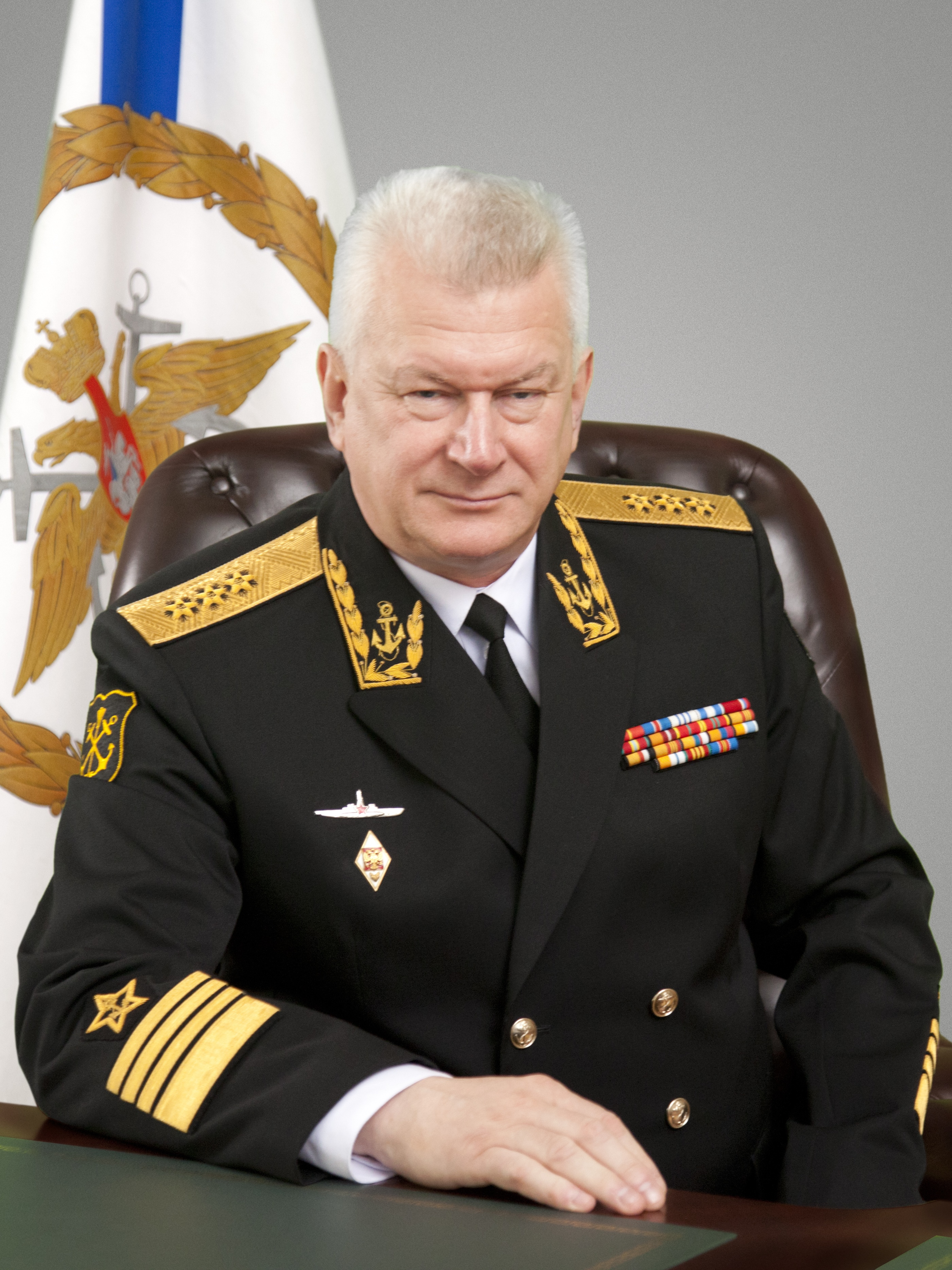
Nikolai Jewmenow (2022)

Nikolai Anatoljewitsch Jewmenow (russisch Николай Анатольевич Евменов; * 2. April 1962 in Moskau) ist ein russischer Marineoffizier; er war von 2019 bis 2024 Oberbefehlshaber der Russischen Marine.

## Leben
Jewmenow absolvierte 1987 die Höhere U-Bootfahrerschule Leninscher Komsomol und wurde anschließend als Kommandeur der Gruppe für Elektronavigation eines Atom-U-Bootes der Pazifikflotte eingesetzt. Im Juni 1991 leitete er den Gefechtsabschnitt für Navigation eines Atom-U-Bootes. Ab September 1995 studierte er an der Seekriegsakademie N. G. Kusnezow und diente von 1997 bis 1999 als 1. Offizier und später als Atom-U-Bootkommandant von K-490 und K506. Von 1999 bis 2001 war er Stabschef der 25. U-Bootdivision. Ab 2003, nach Abschluss der Militärakademie des Generalstabes der Russischen Streitkräfte, war er Stellvertreter des Kommandeurs einer U-Bootdivision, kommandierte von 2004 bis 2006 diese Division und von 2010 bis 2012 das 16. Wiljutschinsker U-Bootgeschwader der Pazifikflotte. 2011 wurde er Kommandeur der U-Bootkräfte der Pazifikflotte. Im September 2012 setzte ihn der Präsident der Russischen Föderation als Stabschef und stellvertretenden Kommandeur der Nordflotte ein. Am 21. Februar 2014 wurde er zum Vizeadmiral befördert. Auf Erlass des Präsidenten der Russischen Föderation kommandierte Jewmenow von April 2016 bis Mai 2019 die Nordflotte und wurde in dieser Position am 12. Dezember 2017 zum Admiral ernannt. Im Mai 2019 wurde er Oberbefehlshaber der Russischen Marine. Nachdem die russische Schwarzmeerflotte im Seekrieg gegen die Ukraine seit der Versenkung der Moskwa im April 2022 laufend weitere schwere Verluste erlitten hatte und sich die russische Marine zuletzt praktisch vollständig aus dem Schwarzen Meer zurückziehen musste, wurde er im März 2024 in den Ruhestand versetzt und durch den bisherigen Kommandeur der Nordflotte, Admiral Alexander Moissejew, ersetzt.

## Sanktionen
Die Europäische Union hat Jewmenow im Februar 2022 auf ihre Sanktionsliste gesetzt mit der Begründung, er sei „verantwortlich für die aktive Unterstützung und Durchführung von Handlungen und politischen Maßnahmen, die die territoriale Unversehrtheit, Souveränität und Unabhängigkeit der Ukraine sowie die Stabilität oder Sicherheit in der Ukraine untergraben und bedrohen.“

## Orden
- Orden für Militärische Verdienste (Russland) (2006)
- Orden für Verdienste zur See (Russland) (2015)
- Alexander-Newski-Orden (2016)